# احتجاجات السويداء 2022
احتجاجات السويداء 2022 هو حراك بدأ في مدينة السويداء ذات الأغلبية الدرزية في الجنوب السوري نفذه ناشطين ضد تردي الأوضاع المعيشية.

## خلفية
بدأت الاحتجاجات يوم الخميس 3 فبراير 2022 بعد قرار صادر عن الحكومة السورية بقطع الدعم الحكومي عن مئات الآلاف من المواطنين السوريين عبر البطاقة الذكية بالتزامن مع أوضاع معيشية واقتصادية صعبة تعيشها البلاد وهجرة آلاف الشباب خارج سوريا إثر ذلك.

## الاحتجاجات
بدأت الاحتجاجات يوم الخميس 3 فبراير 2022 على خلفية قرار الحكومة السورية القاضي برفع الدعم عن آلاف العائلات حيث قطع عشرات المدنيين من أهالي نمرة وشهبا وبعض القرى المجاورة طريق شهبا - نمرة بالتزامن مع قطع محتجين آخرين أوتوستراد طريق دمشق السويداء بالإطارات المشتعلة ومنعوا حركة المارة باستثناء طلاب الجامعات والحالات الإسعافية.
أصدرت حركة رجال الكرامة بيانًا حذرت فيه من عواقب قرار رفع الدعم عن آلاف المواطنين الذي يهدف إلى تهجير الشعب السوري وتجويعه بحسب بيان الحركة، صباح يوم الاثنين 7 فبراير 2022 تجددت الاحتجاجات في ساحة السير وسط مدينة السويداء بمشاركة عشرات المدنيين.، وقد علقت المستشارة الإعلامية لرئاسة الجمهورية بثينة شعبان على الاحتجاجات بمقال نشرته صحيفة الوطن، صفحات محلية على مواقع التواصل بثت فيديوهات تظهر وصول تعزيزات عسكرية لعناصر من القوات المسلحة السورية إلى مدينة السويداء بسيارات مزودة برشاشات يوم الأربعاء 9 فبراير 2022.، انخفضت أعداد المتظاهرين في مدينة السويداء يوم 10 فبراير ربما بسبب الظروف الجوية وتساقط الثلوج ولم تشهد المحافظة أي قطع للطرق، انتشرت دعوات في 9 و 10 فبراير لتنفيذ وقفة احتجاجية ضخمة في السويداء وعموم سورية يوم الجمعة 11 فبراير 2022، مع استقدام الجيش السوري لمزيد من التعزيزات إلى المدينة.، شهدت مدينة السويداء يوم الجمعة 11 فبراير 2022 مظاهرة حاشدة أمام مقام عين الزمان وسط المدينة مع تشديد أمني واستنفار لعناصر قوات حفظ النظام والأمن الداخلي الذين أغلقوا بعض الطرقات بعربات مصفحة مع نشر عدد من القناصين على أسطح المباني الحكومية، ورفع المتظاهرين شعارات منها: «الدين لله والوطن للجميع» و «ما منركع إلا لله» رافضين بذلك الاستبداد على حد وصفهم ولافتات تطالب بدولة مدنية ديمقراطية دون مرجعية طائفية أو حزبية أو عرقية وتطبيق القرار 2254 الصادر عن مجلس الأمن التابع للأمم المتحدة وأصدروا بيانًا أكد فيه المتظاهرون على سلمية الاحتجاجات وأن انتمائهم لسوريا وهم جزء منها، تجددت الاحتجاجات في وقفة شارك فيها العشرات يوم الجمعة 18 فبراير 2022 أمام ضريح سلطان باشا الأطرش في بلدة القريّا جنوبي السويداء وندد فيها المتظاهرين بسياسة السلطة التي أدت إلى تدهور الأوضاع المعيشية والإقتصادية.